# Амуайяль, Пьер
Пьер Амуайяль (фр. Pierre Amoyal; род. 22 июня 1949, Париж) — французский скрипач, пианист.
В 12 лет окончил Парижскую консерваторию, где наиболее значимыми для него педагогами были Гастон Пуле и Ролан Шарми. Затем учился в Лос-Анджелесе у Яши Хейфеца. В 1971 г. дебютировал с Оркестром Парижа под управлением Георга Шолти, исполнив концерт Альбана Берга. В 1977—1986 гг. профессор Парижской консерватории.
В настоящее время живёт и работает в Лозанне. Преподаёт в Лозаннской консерватории, ведёт также мастер-класс по музыке для скрипки и фортепиано совместно с пианистом Бруно Канино. Пробует себя в качестве дирижёра — в частности, дирижировал в опере Лозанны зингшпилем Моцарта «Директор театра». В 2006 г. удостоен Премии Лозанны.
Среди записей Амуайяля — концерты Джузеппе Тартини, Луи Шпора, Феликса Мендельсона, Макса Бруха, Петра Ильича Чайковского, Камиля Сен-Санса, Эрнеста Шоссона, Яна Сибелиуса, Анри Дютийё, сонаты Сезара Франка, Иоганнеса Брамса, Габриэля Форе, Эдварда Грига, Сергея Прокофьева.